# Litotrícia
La litotrícia, litotrípsia és l'operació de polvorització o esmicolament, dins de les vies urinàries, el ronyó o la vesícula biliar, de les pedres o càlculs que allà hi hagi, per tal que puguin sortir per la uretra o les vies biliars segons el cas. La seva pràctica està contraindicada en dones gestants, persones portadores d'un aneurisma aòrtic, amb una infecció urinària associada a la litiasi, que prenen antiagregants plaquetaris o pateixen una coagulopatia i hipertenses no controlades.

## Tècniques
- Litotrísia extracorpòria per ones de xoc, la forma més habitual.

- Intracorporal (litotrícia endoscòpica)